# Clive Russell
Clive Russell (7 de dezembro de 1945) é um ator britânico. Ele é mais conhecido por seu trabalho como Inspetor-chefe Frederick Abberline em Ripper Street, Angus O'Connor em Happiness e Brynden Tully na série Game of Thrones, da HBO.